# Елейн Томпсон-Гера
Елейн Томпсон-Гера (англ. Elaine Thompson-Herah; нар. 28 червня 1992) — ямайська легкоатлетка, яка спеціалізується у бігу на короткі дистанції.

## Із життєпису
Олімпійська чемпіонка у бігу на 100 та 200 метрів на двох Олімпіадах (2016, 2021).
Олімпійська чемпіонка в естафеті 4×100 метрів (2021).
Срібна олімпійська призерка в естафеті 4×100 метрів (2016).
Чемпіонка світу в естафеті 4×100 метрів (2015).
Срібна призерка чемпіонату світу у бігу на 200 метрів (2015).
Бронзова призерка чемпіонату світу в приміщенні у бігу на 60 метрів (2016).
Переможниця (2017) та бронзова призерка (2019) Світових естафет ІААФ в естафеті 4×200 метрів.
Переможниця Діамантової ліги у бігу на 100 метрів за підсумками змагальних сезонів (2016, 2017, 2021).
Чемпіонка Панамериканських ігор у бігу на 100 метрів (2019).
Чемпіонка Ігор Співдружності у бігу на 100 метрів (2022). Чемпіонка (2014; виступала в забігу) та срібна призерка (2018) Ігор Співдружності в естафеті 4×100 метрів.
Чемпіонка Ямайки у бігу на 100 метрів (2016—2019) та 200 метрів (2015, 2019).
Восени 2019 взяла шлюб зі співвітчизником Дерроном Герою (англ. Derron Herah), колишнім легкоатлетом, який займається тренерською діяльністю.
Тренується під керівництвом Стівена Френсіса (англ. Stephen Francis).

## Основні міжнародні виступи
| Рік  | Змагання                     | Місто          | Місце            | Дисципліна | Примітки         |
| ---- | ---------------------------- | -------------- | ---------------- | ---------- | ---------------- |
| 2014 | Ігри Співдружності           | Глазго         | 2заб1            | 4×100 м    |                  |
| 2015 | Чемпіонат світу              | Пекін          | 2                | 200 м      | Відео на YouTube |
| 2015 | 1                            | 4×100 м        | Відео на YouTube |            |                  |
| 2016 | Чемпіонат світу в приміщенні | Портленд       | 3                | 60 м       | Відео на YouTube |
| 2016 | Олімпійські ігри             | Ріо-де-Жанейро | 1                | 100 м      | Відео на YouTube |
| 2016 | 1                            | 200 м          | Відео на YouTube |            |                  |
| 2016 | 2                            | 4×100 м        |                  |            |                  |
| 2017 | Світові естафети             | Нассау         | 1                | 4×200 м    |                  |
| 2017 | Чемпіонат світу              | Лондон         |                  | 100 м      | Відео на YouTube |
| 2018 | Чемпіонат світу в приміщенні | Бірмінгем      |                  | 60 м       | Відео на YouTube |
| 2018 | Ігри Співдружності           | Голд-Кост      |                  | 200 м      |                  |
| 2018 | 2                            | 4×100 м        |                  |            |                  |
| 2019 | Світові естафети             | Йокогама       | 3                | 4×200 м    | Відео на YouTube |
| 2019 | Панамериканські ігри         | Ліма           | 1                | 100 м      | Відео на YouTube |
| 2019 | Чемпіонат світу              | Доха           |                  | 100 м      | Відео на YouTube |
| 2019 | 2пф                          | 200 м          | DNS              |            |                  |
| 2021 | Олімпійські ігри             | Токіо          | 1                | 100 м      | Відео на YouTube |
| 2021 | 1                            | 200 м          | Відео на YouTube |            |                  |
| 2021 | 1                            | 4×100 м        | Відео на YouTube |            |                  |
| 2022 | Чемпіонат світу              | Юджин          | 3                | 100 м      | Відео на YouTube |
| 2022 |                              | 200 м          | Відео на YouTube |            |                  |
| 2022 | 2                            | 4×100 м        | Відео на YouTube |            |                  |
| 2022 | Ігри Співдружності           | Бірмінгем      | 1                | 100 м      |                  |

## Визнання
- Легкоатлетка року в світі (2021)[5]
- Спортсменка року на Ямайці (2016)